# شون ستوكس
شون ستوكس (بالإنجليزية: Sean Stokes)‏ هو عسكري أمريكي، ولد في 6 فبراير 1983 في فريمونت في الولايات المتحدة، وتوفي في 30 يوليو 2007 في قاعدة التقدم الجوية في العراق.